# 四つ角のメロディー
「四つ角のメロディー」（よつかどのメロディー）は、NHKの『みんなのうた』で、2014年12月～2015年1月に放送された楽曲。作詞・作曲・編曲・歌：加藤千晶。